# المتحف البحري للأسطول الشمالي
المتحف البحري للأسطول الشمالي (بالروسية: Военно-морской музей Северного флота) هو متحف بحري يقع في مورمانسك، بروسيا. يُظهر المتحف تاريخ الأسطول الشمالي (في الحقبة السوفيتية: «راية حمراء» تسمى الأسطول الشمالي) من البحرية الروسية.

## تاريخ
افتتح المتحف في 16 أكتوبر 1946 في مبنى مجلس ضباط مدينة مورمانسك.
يتم بالمتحف إجراء عدد من الأنشطة العلمية وعدد من المنشورات، وقد نشر حوالي 150 منشورا عن تاريخ الأسطول الشمالي.